# Ульм (Арканзас)
Ульм (англ. Ulm) — місто (англ. town) в США, в окрузі Прері штату Арканзас. Населення — 175 осіб (2020).

## Географія
Ульм розташований на висоті 63 метри над рівнем моря за координатами 34°34′35″ пн. ш. 91°27′42″ зх. д. / 34.57639° пн. ш. 91.46167° зх. д. (34.576285, -91.461727).  За даними Бюро перепису населення США в 2010 році місто мало площу 0,66 км², уся площа — суходіл.

## Демографія
Згідно з переписом 2010 року, у місті мешкало 170 осіб у 77 домогосподарствах у складі 50 родин. Густота населення становила 258 осіб/км².  Було 87 помешкань (132/км²). 
Расовий склад населення:
| - 93,5 % — білих - 5,3 % — чорних або афроамериканців |

До двох чи більше рас належало 0,6 %. Іспаномовні складали 1,8 % від усіх жителів.
За віковим діапазоном населення розподілялося таким чином: 17,6 % — особи молодші 18 років, 57,1 % — особи у віці 18—64 років, 25,3 % — особи у віці 65 років та старші. Медіана віку мешканця становила 51,3 року. На 100 осіб жіночої статі у місті припадало 88,9 чоловіків;  на 100 жінок у віці від 18 років та старших — 91,8 чоловіків також старших 18 років.
Середній дохід на одне домашнє господарство  становив 43 049 доларів США (медіана — 35 417), а середній дохід на одну сім'ю — 47 208 доларів (медіана — 36 250). За межею бідності перебувало 39,3 % осіб, у тому числі 57,9 % дітей у віці до 18 років та 14,6 % осіб у віці 65 років та старших.
Цивільне працевлаштоване населення становило 99 осіб. Основні галузі зайнятості: виробництво — 31,3 %, роздрібна торгівля — 13,1 %, мистецтво, розваги та відпочинок — 11,1 %, транспорт — 10,1 %.
За даними перепису населення 2000 року в містечкі Ульм проживало 205 осіб, 60 сімей, налічувалося 85 домашніх господарств і 89 житлових будинків. Середня густота населення становила близько 292,9 осіб на один квадратний кілометр. Расовий склад містечка за даними перепису розподілився таким чином: 93,17 % білих, 3,90 % — чорних або афроамериканців, 1,95 % — представників змішаних рас, 0,98 % — інших народів. Іспаномовні склали 0,98 % від усіх жителів містечка.
З 85 домашніх господарств в 30,6 % — виховували дітей віком до 18 років, 47,1 % представляли собою подружні пари, які спільно проживали, в 16,5 % сімей жінки проживали без чоловіків, 29,4 % не мали сімей. 28,2 % від загального числа сімей на момент перепису жили самостійно, при цьому 14,1 % склали самотні літні люди у віці 65 років та старше. Середній розмір домашнього господарства склав 2,41 особи, а середній розмір родини — 2,88 людини.
Населення містечка за віковим діапазоном за даними перепису 2000 року розподілилося таким чином: 23,9 % — жителі молодше 18 років, 6,8 % — між 18 і 24 роками, 25,9 % — від 25 до 44 років, 26,8 % — від 45 до 64 років і 16,6 % — у віці 65 років та старше. Середній вік мешканця склав 43 роки. На кожні 100 жінок в містечкі припадало 88,1 чоловіків, у віці від 18 років та старше — 85,7 чоловіків також старше 18 років.
Середній дохід на одне домашнє господарство в містечкі склав 31 458 доларів США, а середній дохід на одну сім'ю — 32 083 долара. При цьому чоловіки мали середній дохід в 30 536 доларів США на рік проти 18 750 доларів середньорічного доходу у жінок. Дохід на душу населення в містечкі склав 13 428 доларів на рік. 4,4 % від усього числа сімей в окрузі і 5,2 % від усієї чисельності населення перебувало на момент перепису населення за межею бідності, при цьому з них були молодші 18 років і 12,8 % — у віці 65 років та старше.